# 鲁洁
鲁洁（1930年4月—2020年12月25日），女，汉族，四川阆中人，中国教育理论家，曾任南京师范大学教授、博士生导师，中国教育学会理事。她的兄長為魯平。